# Église de la Sainte-Transfiguration de Gjirokastër
L'église de la Sainte-Transfiguration de Gjirokastër, également connue sous le nom d'église de Gjirokastër (albanais : Kisha e Shpërfytyrimit) est une église orthodoxe située à Gjirokastër, en Albanie. L'église est construite en 1784 et est un monument culturel d'Albanie depuis 1963.